# Памятник Ленину (Николаев)
Па́мятник Ле́нину — статуя, являвшаяся основой композиции центральной площади города Николаева — площади Ленина (ныне Соборной).
Посвящена основателю первого в мире социалистического государства, вождю мирового пролетариата — В. И. Ленину.

## Описание
Открыт 26 октября 1957 года. Скульптор Шота Микатадзе, архитекторы А. К. Марочинский, В. И. Добровольская, И. И. Пейсахис, А. Я. Семенова, Т. П. Скуратовская.
До 1941 года на площади стоял другой памятник Ленину, установленный ещё в 1927 году и разрушенный немецкими оккупантами в ходе Великой Отечественной войны. В свою очередь тот памятник был установлен на месте монумента адмиралу Алексею Грейгу, установленного в 1845 году
В ходе послевоенного восстановления города в 1947 году был открыт второй памятник Ленину работы скульптора Матвея Манизера. Открытие памятника приурочили к 30-летию Великой Октябрьской революции. Его соорудили на прежнем постаменте, который перенесли в центр площади. Однако, после завершения строительства массивного здания обкома партии памятник оказался несоразмерным по масштабу застройке площади.
Третий памятник Ленину на новом постаменте был сооружён в 1957 году в северной части площади (прежний был перенесён в город Первомайск). Памятник представлял собой шестиметровую бронзовую фигуру Ленина, стоящую на восьмиметровом постаменте, выложенном из розового полированного гранита. Фигура была практически идентичной памятникам Ленину в Выборге (Россия) и в Гомеле (Белоруссия) , авторства того же скульптора Ш. Микатадзе.
Этот памятник был снесён коммунальщиками по инициативе местных и приезжих праворадикалов 22 февраля 2014 года. В процессе сноса несколько раз возникали крупные потасовки. Позже ни один николаевский чиновник или представитель какой-либо организации не взял на себя ответственность за инициативу и поддержку сноса монумента.
1 марта 2014 года после многотысячного митинга антимайдановцы, собравшиеся возле мемориала Ольшанцам, отправились к постаменту, где стоял памятник Ленину. На его место водрузили флаг города Николаева и РФ.
Несколько раз на пустом постаменте появлялись националистические надписи. Так, в ночь с 7 на 8 апреля 2014 года там появились надписи «Беркут петухи!» и «Україна єдина». Николаевцам приходилось отмывать постамент. После разгона лагеря местного антимайдана с помощью более 200 вооруженных националистов на вершине постамента был установлен флаг Украины
На многочисленные обращения и запросы горожан о судьбе памятника Ленину городской голова Юрий Гранатуров сообщил, что ведутся работы по восстановлению повреждённой статуи, но при этом оставил вопрос о его возвращении на прежнее место открытым. А в июле-августе 2016 года был демонтирован и постамент.
- Памятник адмиралу А. С. Грейгу в Николаеве (1873 г.). Скульпторы М. О. Микешин и А. М. Опекушин
- Памятник Ленину, установленный в 1927 году и снесённый немецкими оккупантами
- Постамент от памятника спустя 3 дня после сноса (25 февраля 2014 года)
- Постамент в мае 2014 года. Вместо статуи Ленина стоит небольшой бюст